# Xingufloden

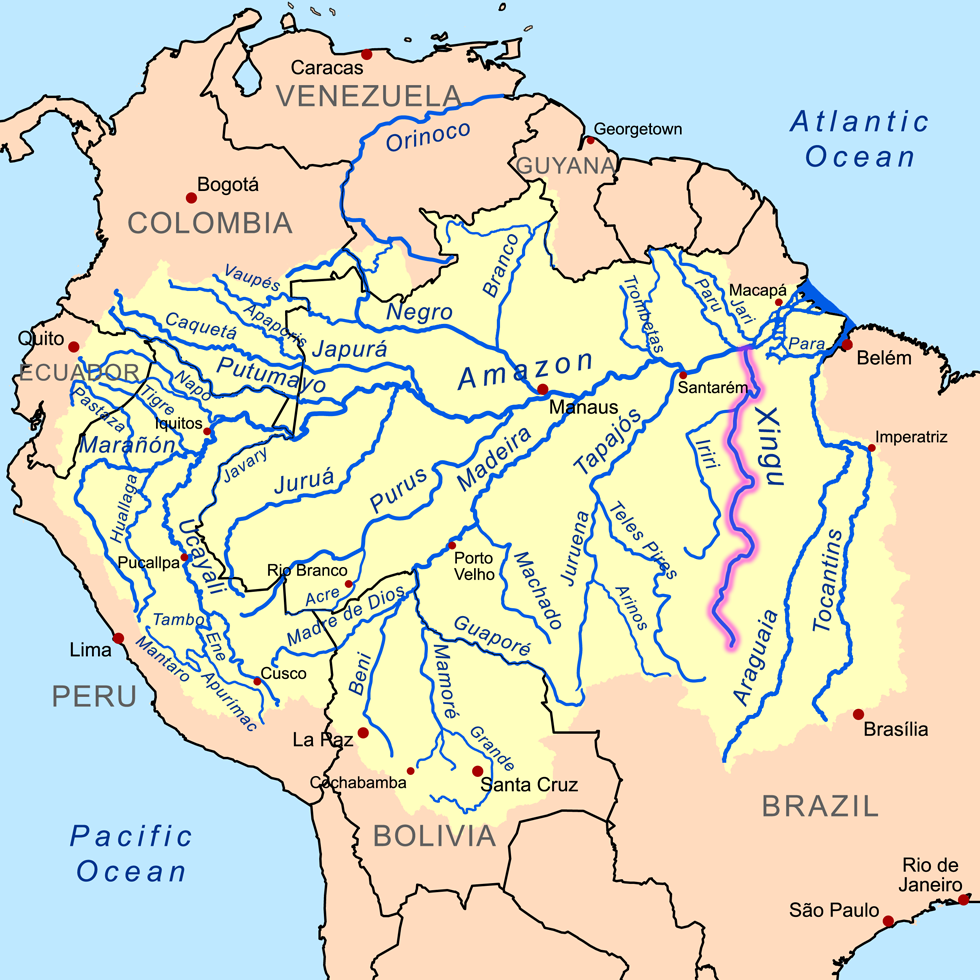
Xinguflodens läge i Sydamerika.

Xingufloden (uttal: /ʃiŋ'gu-/), portugisiska: Rio Xingu, är en brasiliansk flod. Den är högerbiflod till Amazonfloden och cirka 2 000 km lång.

## Beskrivning och historia
Xingufloden har sina källor i de centrala brasilianska högländerna. Floden flyter mot norr och rinner ut i Amazonfloden nära dennas mynning. Xingufloden är den sista större högerbifloden till Amazonfloden, före deltaområdet kring ön Marajó.
Flodens längd anges i olika källor från 1 640 till 2 100 km. Xingufloden är segelbar i sin nedre del.
Det första brasilianska indianreservatet skapades i flodområdet i början av 1960-talet. Vid sin tillkomst var den det största reservat för urfolk i världen. Numera lever 14 olika indianfolk i reservatet, enligt sitt traditionella levnadssätt med fiske i floden som en viktig utkomst. Mer än 450 olika fiskarter har dokumenterats i Xinguflodens flodsystem, och många av fiskarterna är endemiska.
I Xinguflodens nedre lopp bygger Brasiliens regering Belo Monte-dammen, som i utbyggt skick kommer att vara världens tredje största dammanläggning för vattenkraft. Dammbygget är kontroversiellt, och både miljögrupper och lokala indianfolk har försökt stoppa bygget. De anser att dammen kommer att både inverka negativt på naturen kring floden och leda till svåra sociala konsekvenser för människorna som bor där. Dammen kommer att minska vattenflödet i floden med upp till 80 procent utefter den 100 km långa "Volta Grande"-sträckan ("Stora flodkröken"). Dammen började planeras 1975 men las på is. På 90-talet återupptogs planerna och efter processer i flera rättsliga instanser så är den planerat att stå färdig 2019.

## Bildgalleri

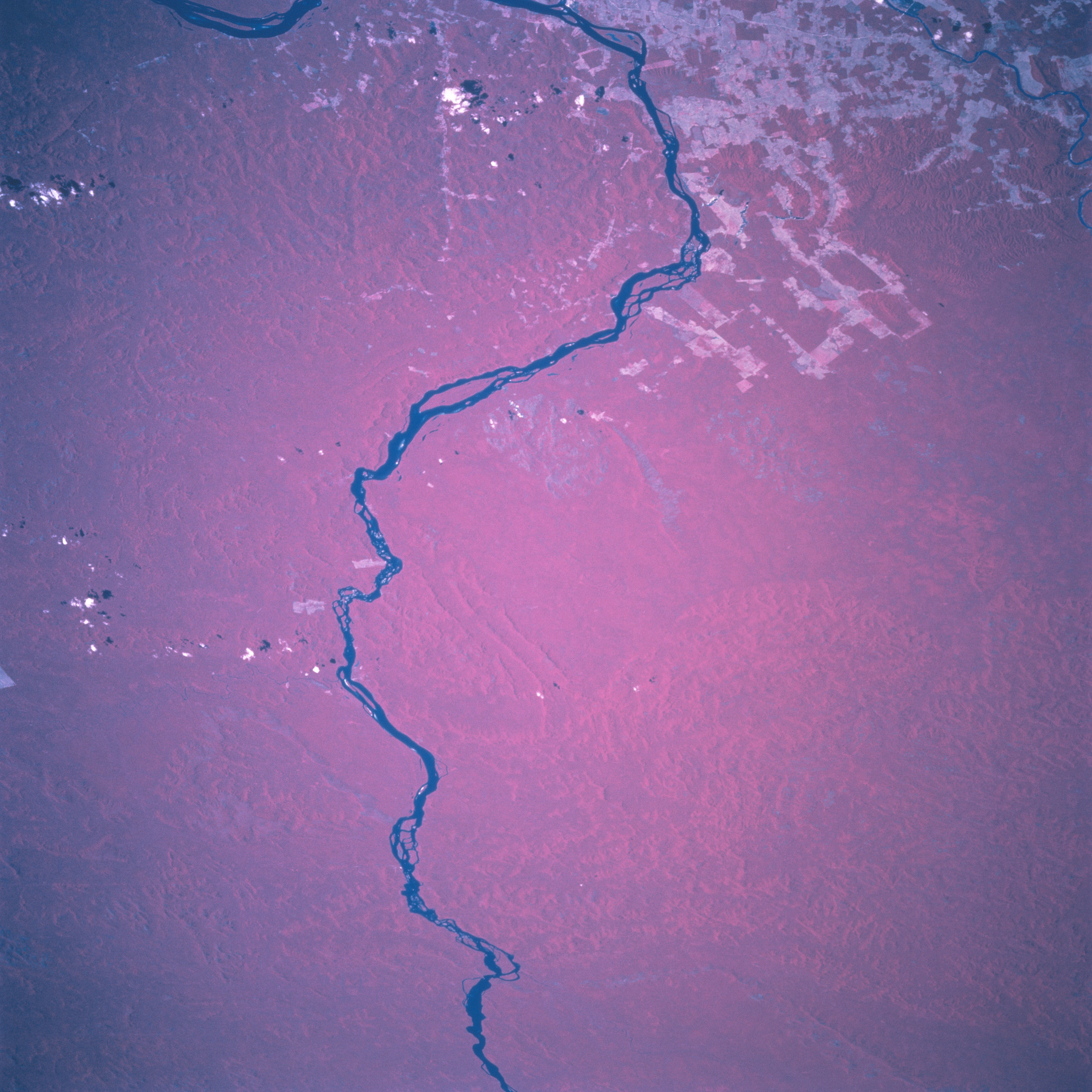
Xingufloden sedd från rymden.
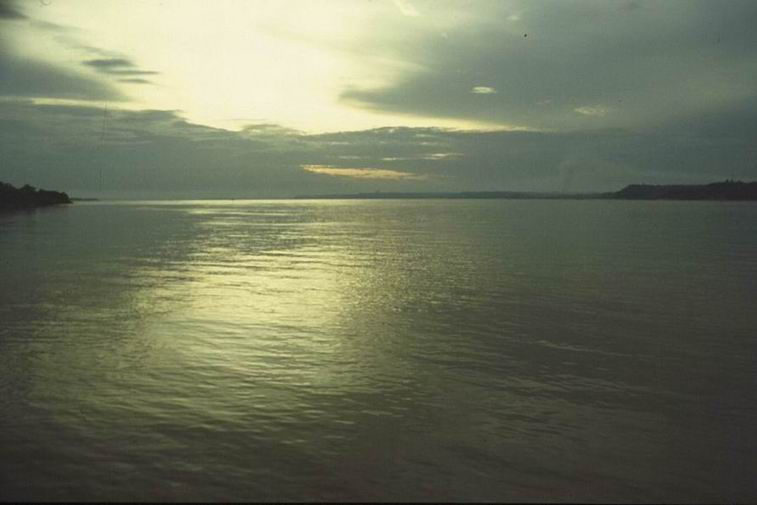
Xingfloden är sträckvis en bred flod.
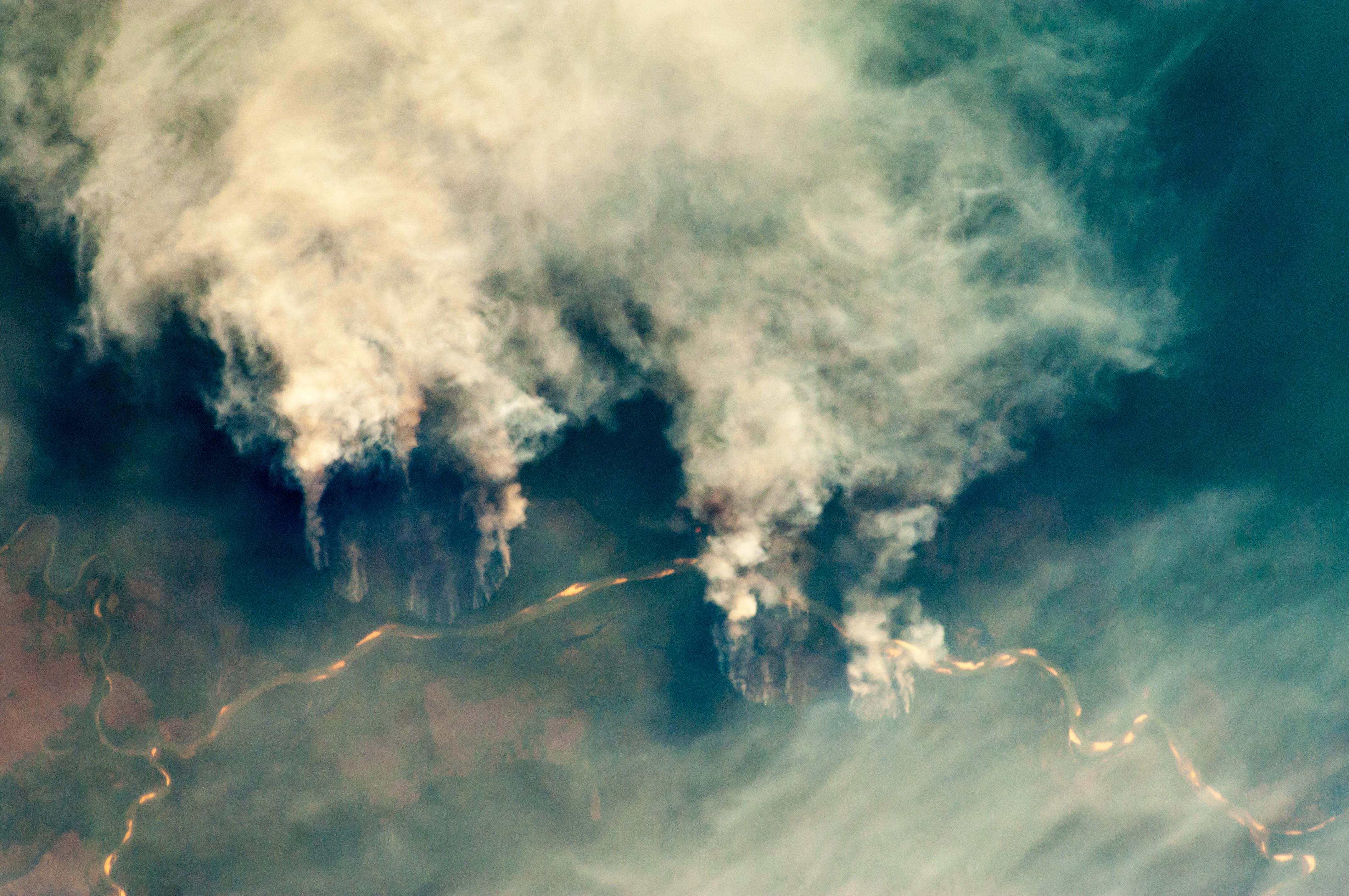
Skogsbränder nära Xingufloden.